# Re:teen 繭の中でもう一度10代のキミと会う
『re:teen 繭の中でもう一度10代のキミと会う』（リティーン まゆのなかでもういちどじゅうだいのキミとあう）は、原作:伊達将範、作画: 大堀ユタカによる日本の漫画。『月刊コミック電撃大王』（KADOKAWA）にて、2015年9月号から2016年10号まで連載された。全3巻。

## あらすじ
2024年10月21日午後11時09分34秒、澄浜市に突如正体不明の光の壁が発生し、町は音信不通となり外部との交渉が一切不可能となった。それから13年後、事件の唯一の生き残りである我高往路（24歳）は、軍人の一人としてその謎を解決すべく、自身の愛機AMF-X2-DFR-2Xに乗り込み（通称2X）光の壁を越えようとしたが、その瞬間強い光に包まれ、目を覚ますと彼は少年の姿となっていた。往路は様々な場所を探索するうちに、光の壁（コクーン）に被われた世界、澄浜市は13年前の光の壁が発生する直前の時間帯であり、外の世界と壁内部の時間の流れは事件発生から13年間も差がついていることを知る。往路は壁内の世界で13年前の自分として偽り、行動を開始する。かつての友人たちが懐かしい姿で彼の前に現れ「あのころの」いつものように日常が過ぎていく。往路はかつての悲劇を止めるため、そしてかけがえのない友人たちとの時間を取り戻すため一人背走する。

## 登場人物
我高往路
本作の主人公、13年前澄浜市に突如発生した光の壁「コクーン」の事件の唯一の生存者。友人たちからは「オーロ」という愛称で呼ばれていた。13年後彼は事件を解決するため愛機AMF-X2-DFR-2Xに搭乗しコクーン内部に突入する。
そしてコクーン内部と外の世界は13年という時間差があるという真実を知り13年前の自分として偽りコクーン内部で行動を開始する。その真相と事実は13年前両親とのいざこざで家出をし炭鉱の廃工場で落下事故で死亡した一姫を蘇らせるため廃工場に隠されていたすべての現況である始まりの玉「異人の贈り物」をしようし行き場のなくなったエネルギーが暴走し光の壁「コクーン」を発生させてしまった。
瀬良野一姫(コクーン内部及び13年前)
本作のヒロイン、友人の中ではコクーン内部ではじめて往路が再会した人物であり彼とは恋仲の存在。往路からは「ヒメ姉」の愛称で呼ばれていた。コクーン発生の3日前両親とのいざこざで自暴自棄になった彼女は家出をし炭鉱の廃工場に身を潜めるも腐った床を誤って踏み抜いてしまい落下事故で死亡。この一端が引き金となり往路の人生に大きな影響を与えることになる。
瀬良野一姫（現代）
Ｑ
唄緒
タカ

## AMF
AMF-X2-DFR-2X
一姫専用機

## 書誌情報
- 作画：大堀ユタカ、原作：伊達将範『re:teen 繭の中でもう一度10代のキミと会う』<電撃コミックスNEXT>、全3巻
  1. 2015年12月18日発売、ISBN 978-4-04-865514-9
  2. 2016年5月26日発売、ISBN 978-4-04-865922-2
  3. 2016年9月27日発売、ISBN 978-4-04-892294-4